# Hydrodynamische paradox

Figuur 1: potentiaalstroming met stroomlijnen rond een cilinder in een wrijvingsloze vloeistof

Figuur 2: symmetrische drukverdeling, dus geen resulterende kracht

Figuur 3: door frictie een asymmetrische drukverdeling, dus een resulterende kracht

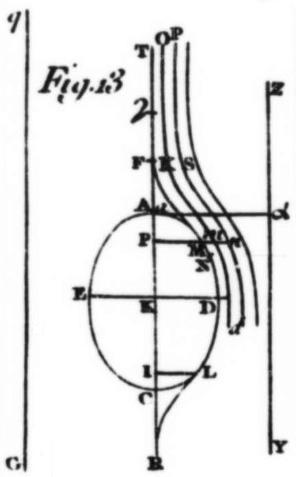
De hydrodynamische paradox volgens d'Alembert

De hydrodynamische paradox of paradox van d'Alembert – naar de Franse natuurkundige d'Alembert die in 1752 tot dit paradoxale resultaat kwam – is dat, voor een volledig ondergedompeld voorwerp dat zich voortbeweegt door een vloeistof, in waarnemingen een weerstand wordt gemeten, terwijl er volgens de stromingstheorie voor een ideale vloeistof geen weerstand is.
D'Alembert ging hierbij uit van een ideale vloeistof. Bij het aanstromen van een voorwerp is er, in een ideale vloeistof, een punt waar deze vloeistof tot rust komt ten opzichte van het lichaam. Dit is het stuwpunt S en de stroomlijn is de stuwpuntsstroomlijn. Volgens de Wet van Bernoulli is de druk in dit punt:
{\displaystyle p_{1}={\tfrac {1}{2}}\rho v_{0}^{2}+p_{0}}
waarbij:
| {\displaystyle \rho } | = dichtheid; |
| {\displaystyle v_{0}} | = aanstroomsnelheid, ver voor het voorwerp, of in het geval van een bewegend voorwerp de snelheid van het voorwerp |
| {\displaystyle p_{0}} | = statische druk, ver voor het voorwerp                                                                            |
De druk die veroorzaakt wordt door de stuwing ({\displaystyle {\tfrac {1}{2}}\rho v_{0}^{2}}) is de stuwdruk. De snelheidsveranderingen die optreden tijdens het omstromen van het voorwerp – doordat aan de continuïteitsvergelijking moet worden voldaan – veroorzaken drukveranderingen en met de potentiaaltheorie zijn deze uit te rekenen. Deze drukverdeling op het oppervlak van het lichaam resulteert in een kracht. Omdat er in een ideale vloeistof geen wrijving is, is de drukverdeling aan de voor- en achterzijde symmetrisch (zie figuur 2), en is er geen resulterende kracht.
Dat er in werkelijkheid wel een weerstand wordt waargenomen, komt doordat een echte vloeistof wel enige wrijving heeft, ten gevolge van viscositeit. Ludwig Prandtl kwam in 1904 met de theorie – onderbouwd door waarnemingen in experimenten – dat er een grenslaag bestaat, tussen het oppervlak van het voorwerp en de stroming verder naar buiten. In de grenslaag nemen de vloeistofdeeltjes direct aan de huid de snelheid van het voorwerp aan, door de wrijving. Hierdoor gaat er stromingsenergie verloren, en is de Wet van Bernoulli niet langer geldig in de grenslaag. De stromingsenergie neemt verder naar achteren toe af, en de kinetische energie van de vloeistofdeeltjes is onvoldoende is om aan de achterzijde weer omgezet te worden in de stuwdruk. Daardoor treedt loslating van de grenslaag op, waarbij achter het loslatingspunt wervelingen optreden die de druk omlaag brengen. Met als gevolg een drukverschil tussen de voor- en achterkant (zie figuur 3), resulterend in een drukweerstand, RP.

## Referentie
- TU Delft, Weerstand[dode link]